# بل-قشلاق (شهرستان قره‌سو)
بل-قشلاق (به لاتین: Bel-Kyshtak) یک منطقهٔ مسکونی در قرقیزستان است که در شهرستان قره‌سو (قرقیزستان) واقع شده‌است. بل-قشلاق ۱٬۶۰۸ نفر جمعیت دارد و ۹۰۱ متر بالاتر از سطح دریا واقع شده‌است.